# 越南破布木
越南破布木（学名：Cordia cochinchinensis）为紫草科破布木属下的一个种。

## 扩展阅读
- 維基物種上的相關：越南破布木